# Llista de topònims de Sant Vicenç de Torelló
Llista de topònims (noms propis de lloc) del municipi de Sant Vicenç de Torelló, a Osona
Informació actualitzada per un bot. Els canvis manuals es perdran quan s'actualitzi!

## arbre singular
| imatge | Nom                            | Ubicat a               | instància de   | Detalls      | coordenades                                                              | Protecció | Commons (més fotos) | Dades a WD                    |
| ------ | ------------------------------ | ---------------------- | -------------- | ------------ | ------------------------------------------------------------------------ | --------- | ------------------- | ----------------------------- |
|        | Sequoia de Vila-seca           | Sant Vicenç de Torelló | arbre singular | 19th century | 42° 03′ 41″ N, 2° 15′ 14″ E / 42.0613°N,2.25395°E ca:Colònia Vila-seca   |           |                     | Modifica les dades a Wikidata |
|        | plàtans del canal de Vila-seca | Sant Vicenç de Torelló | arbre singular | 19th century | 42° 03′ 47″ N, 2° 15′ 05″ E / 42.06315°N,2.25152°E ca:Canal de Vila-seca |           |                     | Modifica les dades a Wikidata |

## casa
| imatge | Nom                          | Ubicat a               | instància de | Detalls      | coordenades                                                                           | Protecció | Commons (més fotos) | Dades a WD                    |
| ------ | ---------------------------- | ---------------------- | ------------ | ------------ | ------------------------------------------------------------------------------------- | --------- | ------------------- | ----------------------------- |
|        | Casa dels amos de Vila-seca  | Sant Vicenç de Torelló | casa         | 1881         | 42° 03′ 41″ N, 2° 15′ 16″ E / 42.06128°N,2.25437°E ca:C. Vila-seca, 29                |           |                     | Modifica les dades a Wikidata |
|        | cases del carrer Cooperativa | Sant Vicenç de Torelló | casa         | 19th century | 42° 03′ 41″ N, 2° 15′ 22″ E / 42.06126°N,2.25616°E ca:C. Cooperativa, 1-4             |           |                     | Modifica les dades a Wikidata |
|        | cases del carrer Vila-seca   | Sant Vicenç de Torelló | casa         | 19th century | 42° 03′ 38″ N, 2° 15′ 17″ E / 42.06053°N,2.25478°E ca:C. Vila-seca. Colònia Vila-seca |           |                     | Modifica les dades a Wikidata |

## curs d'aigua
| imatge | Nom | Ubicat a                                                  | instància de               | Detalls                                                 | coordenades | Protecció | Commons (més fotos) | Dades a WD                    |
| ------ | --- | --------------------------------------------------------- | -------------------------- | ------------------------------------------------------- | --- | --------- | ------------------- | ----------------------------- |
|        | Ges | Vidrà Sant Pere de Torelló Sant Vicenç de Torelló Torelló | curs d'aigua               | Desemboca: Ter Llarg: 18km                              | 42° 09′ 14″ N, 2° 18′ 38″ E / 42.153931°N,2.310432°E 42° 02′ 38″ N, 2° 15′ 24″ E / 42.043988°N,2.256736°E 552 msnm |           | Ges River           | Modifica les dades a Wikidata |
|        | Ter | Ripollès Osona Selva Gironès Baix Empordà                 | curs d'aigua riu principal | Desemboca: mar Mediterrània Llarg: 208km Conca: 3010km² | 42° 25′ 40″ N, 2° 15′ 24″ E / 42.427778°N,2.256667°E 42° 01′ 24″ N, 3° 11′ 31″ E / 42.02347°N,3.19187°E            |           | Ter River           | Modifica les dades a Wikidata |

## edifici
| imatge | Nom                                 | Ubicat a               | instància de | Detalls      | coordenades                                                                               | Protecció | Commons (més fotos) | Dades a WD                    |
| ------ | ----------------------------------- | ---------------------- | ------------ | ------------ | ----------------------------------------------------------------------------------------- | --------- | ------------------- | ----------------------------- |
|        | Col·legi de les monges de Vila-seca | Sant Vicenç de Torelló | edifici      | 1948         | 42° 03′ 35″ N, 2° 15′ 19″ E / 42.05972°N,2.25519°E ca:C. Vila-seca, 5. Colònia Vila-seca  |           |                     | Modifica les dades a Wikidata |
|        | Fonda d'en Joan Vila                | Sant Vicenç de Torelló | edifici      | 20th century | 42° 03′ 35″ N, 2° 15′ 19″ E / 42.0596°N,2.2552°E ca:C. de Vila-seca, 3. Colònia Vila-seca |           |                     | Modifica les dades a Wikidata |
|        | Fàbrica de Vila-seca                | Sant Vicenç de Torelló | edifici      | 19th century | 42° 03′ 33″ N, 2° 15′ 17″ E / 42.05905°N,2.25485°E ca:Ctra. BV-5626, km. 2                |           |                     | Modifica les dades a Wikidata |
|        | Torre d'en Frederic Marcet          | Sant Vicenç de Torelló | edifici      | 19th century | 42° 03′ 36″ N, 2° 15′ 18″ E / 42.05992°N,2.25497°E ca:C. Vila-seca, 5                     |           |                     | Modifica les dades a Wikidata |

## entitat singular de població
| imatge | Nom                    | Ubicat a               | instància de                                                                   | Detalls  | coordenades                                                                                          | Protecció                                  | Commons (més fotos) | Dades a WD                    |
| ------ | ---------------------- | ---------------------- | ------------------------------------------------------------------------------ | -------- | --- | ------------------------------------------ | ------------------- | ----------------------------- |
|        | Colònia Borgonyà       | Sant Vicenç de Torelló | entitat singular de població colònia tèxtil                                    | 369 hab  | 42° 03′ 53″ N, 2° 14′ 38″ E / 42.064722222222°N,2.2438888888889°E ca:Ctra. BV-5626, km. 0,5 521 msnm | bé cultural d'interès nacional             | Borgonyà            | Modifica les dades a Wikidata |
|        | Colònia Vila-seca      | Sant Vicenç de Torelló | entitat singular de població colònia industrial                                | 158 hab  | 42° 03′ 34″ N, 2° 15′ 19″ E / 42.05945°N,2.25524°E ca:Ctra. BV-5626, km 1,6-2 525 msnm               | bé integrant del patrimoni cultural català | Colònia Vila-seca   | Modifica les dades a Wikidata |
|        | Sant Vicenç de Torelló | Sant Vicenç de Torelló | entitat singular de població capital municipal ens local històric de Catalunya | 1563 hab | 42° 03′ 42″ N, 2° 16′ 26″ E / 42.06177103°N,2.27397845°E ca:Pl. de l'Església, 1 556 msnm            |                                            |                     | Modifica les dades a Wikidata |

## església
| imatge | Nom                                    | Ubicat a               | instància de | Detalls                            | coordenades                                                                                    | Protecció                                  | Commons (més fotos)                                  | Dades a WD                    |
| ------ | -------------------------------------- | ---------------------- | ------------ | ---------------------------------- | ---------------------------------------------------------------------------------------------- | ------------------------------------------ | ---------------------------------------------------- | ----------------------------- |
|        | Santuari de la Mare de Déu de Borgonyà | Sant Vicenç de Torelló | església     | Estil: historicisme arquitectònic  | 42° 03′ 56″ N, 2° 14′ 30″ E / 42.0654336°N,2.2416833°E                                         | bé integrant del patrimoni cultural català | Santuari de La mare de Déu de Borgonyà               | Modifica les dades a Wikidata |
|        | església de Sant Vicenç de Torelló     | Sant Vicenç de Torelló | església     |                                    | 42° 03′ 42″ N, 2° 16′ 26″ E / 42.0616604°N,2.2737807°E                                         | bé integrant del patrimoni cultural català | Església de Sant Vicenç de Torelló                   | Modifica les dades a Wikidata |
|        | església de la Sagrada Família         | Colònia Vila-seca      | església     | Estil: arquitectura eclèctica 1882 | 42° 03′ 40″ N, 2° 15′ 17″ E / 42.0612237°N,2.2548226°E ca:Plaça de la Sagrada Família 531 msnm | bé integrant del patrimoni cultural català | Església de la Sagrada Família a la Colònia Vilaseca | Modifica les dades a Wikidata |

## font
| imatge | Nom              | Ubicat a               | instància de | Detalls      | coordenades                                                                                              | Protecció | Commons (més fotos) | Dades a WD                    |
| ------ | ---------------- | ---------------------- | ------------ | ------------ | --- | --------- | ------------------- | ----------------------------- |
|        | font d'en Cristo | Sant Vicenç de Torelló | font         | 20th century | 42° 03′ 33″ N, 2° 15′ 21″ E / 42.0593°N,2.25576°E ca:Carretera de Borgonyà a Torelló                     |           |                     | Modifica les dades a Wikidata |
|        | font de Nogueres | Sant Vicenç de Torelló | font         | 19th century | 42° 04′ 11″ N, 2° 16′ 24″ E / 42.0697598509093°N,2.27342033669079°E ca:Camí de la masia Font de Nogueres |           |                     | Modifica les dades a Wikidata |

## masia
| imatge | Nom                  | Ubicat a               | instància de | Detalls                                  | coordenades | Protecció                                  | Commons (més fotos)                | Dades a WD                    |
| ------ | -------------------- | ---------------------- | ------------ | ---------------------------------------- | --- | ------------------------------------------ | ---------------------------------- | ----------------------------- |
|        | Cal Mal Ric          | Sant Vicenç de Torelló | masia        | Estil: arquitectura popular 17th century | 42° 03′ 53″ N, 2° 15′ 59″ E / 42.0647118°N,2.2664214°E ca:Camí del Mas Grau                                          | bé integrant del patrimoni cultural català |                                    | Modifica les dades a Wikidata |
|        | Can Corrius          | Sant Vicenç de Torelló | masia        |                                          | 42° 03′ 50″ N, 2° 15′ 06″ E / 42.0637654109321°N,2.25159968497181°E                                                  |                                            |                                    | Modifica les dades a Wikidata |
|        | Can Creus            | Sant Vicenç de Torelló | masia        | 19th century                             | 42° 03′ 11″ N, 2° 17′ 03″ E / 42.0529492540084°N,2.28417395316461°E ca:Els Cortils                                   |                                            |                                    | Modifica les dades a Wikidata |
|        | Can Mundó            | Sant Vicenç de Torelló | masia        | 18th century                             | 42° 03′ 50″ N, 2° 15′ 05″ E / 42.06383°N,2.25137°E ca:Veïnat de Can Corrius                                          |                                            |                                    | Modifica les dades a Wikidata |
|        | Can Peix             | Sant Vicenç de Torelló | masia        | 20th century                             | 42° 03′ 33″ N, 2° 16′ 33″ E / 42.0591290773315°N,2.27577741866238°E ca:Ctra. De Torelló a Sant Pere BV-5224, km. 7,8 |                                            |                                    | Modifica les dades a Wikidata |
|        | Can Riera            | Sant Vicenç de Torelló | masia        |                                          | 42° 03′ 42″ N, 2° 16′ 50″ E / 42.0617263778718°N,2.28061868703097°E                                                  |                                            |                                    | Modifica les dades a Wikidata |
|        | Can Tomàs            | Sant Vicenç de Torelló | masia        |                                          | 42° 04′ 04″ N, 2° 14′ 28″ E / 42.0677049686224°N,2.24119447793057°E                                                  |                                            |                                    | Modifica les dades a Wikidata |
|        | Can Xico Pere        | Sant Vicenç de Torelló | masia        |                                          | 42° 03′ 38″ N, 2° 17′ 00″ E / 42.0605817094882°N,2.28336306580308°E                                                  |                                            |                                    | Modifica les dades a Wikidata |
|        | Canemars             | Sant Vicenç de Torelló | masia        |                                          | 42° 04′ 11″ N, 2° 15′ 46″ E / 42.0697011768551°N,2.26280789745795°E                                                  |                                            |                                    | Modifica les dades a Wikidata |
|        | Comadebò             | Sant Vicenç de Torelló | masia        |                                          | 42° 04′ 17″ N, 2° 15′ 07″ E / 42.0713782206507°N,2.25195751989143°E                                                  |                                            |                                    | Modifica les dades a Wikidata |
|        | Joanet de Pujols     | Sant Vicenç de Torelló | masia        | Estil: arquitectura popular              | 42° 03′ 26″ N, 2° 16′ 07″ E / 42.0571607°N,2.2686595°E ca:Camí de Joanet de Pujols                                   | bé integrant del patrimoni cultural català |                                    | Modifica les dades a Wikidata |
|        | Jolis                | Sant Vicenç de Torelló | masia        | Estil: arquitectura popular              | 42° 03′ 33″ N, 2° 15′ 31″ E / 42.0591942°N,2.2585325°E                                                               | bé integrant del patrimoni cultural català |                                    | Modifica les dades a Wikidata |
|        | Mas Colomer          | Sant Vicenç de Torelló | masia        |                                          | 42° 03′ 56″ N, 2° 15′ 11″ E / 42.0655496311842°N,2.25312586912399°E                                                  |                                            |                                    | Modifica les dades a Wikidata |
|        | Mas Font de Nogueres | Sant Vicenç de Torelló | masia        | 19th century                             | 42° 04′ 13″ N, 2° 16′ 20″ E / 42.0703294082083°N,2.2723380141486°E ca:Camí del mas Font de Nogueres                  |                                            |                                    | Modifica les dades a Wikidata |
|        | Mas Verdeguer        | Sant Vicenç de Torelló | masia        |                                          | 42° 04′ 04″ N, 2° 16′ 30″ E / 42.0679138224495°N,2.27489188689893°E                                                  |                                            |                                    | Modifica les dades a Wikidata |
|        | Masgrau              | Sant Vicenç de Torelló | masia        | Estil: arquitectura popular              | 42° 03′ 53″ N, 2° 15′ 57″ E / 42.0648524°N,2.2658759°E ca:Camí del Mas Grau                                          | bé integrant del patrimoni cultural català |                                    | Modifica les dades a Wikidata |
|        | Novelles             | Sant Vicenç de Torelló | masia        | Estil: arquitectura popular              | 42° 03′ 53″ N, 2° 16′ 40″ E / 42.0648465°N,2.277721°E                                                                | bé integrant del patrimoni cultural català |                                    | Modifica les dades a Wikidata |
|        | Palmerola            | Sant Vicenç de Torelló | masia        |                                          | 42° 04′ 27″ N, 2° 15′ 45″ E / 42.0740320383173°N,2.26261271568793°E                                                  |                                            |                                    | Modifica les dades a Wikidata |
|        | Roviroles            | Sant Vicenç de Torelló | masia        | 19th century                             | 42° 04′ 12″ N, 2° 15′ 22″ E / 42.0699633025321°N,2.25597521780468°E ca:Carena de Roviroles                           |                                            |                                    | Modifica les dades a Wikidata |
|        | Vallmajor            | Sant Vicenç de Torelló | masia        |                                          | 42° 04′ 34″ N, 2° 15′ 46″ E / 42.07618835423°N,2.2626518740161°E ca:Camí de Vallmajor 675 msnm                       |                                            | Vallmajor (Sant Vicenç de Torelló) | Modifica les dades a Wikidata |
|        | Vilardell            | Sant Vicenç de Torelló | masia        | Estil: arquitectura popular              | 42° 03′ 21″ N, 2° 16′ 51″ E / 42.0557694°N,2.2807968°E ca:Camí de Vilardell                                          | bé integrant del patrimoni cultural català |                                    | Modifica les dades a Wikidata |
|        | Villar               | Sant Vicenç de Torelló | masia        | Estil: arquitectura popular              | 42° 04′ 01″ N, 2° 16′ 01″ E / 42.0668941°N,2.2668556°E ca:Camí del Vilar                                             | bé integrant del patrimoni cultural català |                                    | Modifica les dades a Wikidata |
|        | Viver                | Sant Vicenç de Torelló | masia        | Estil: arquitectura popular              | 42° 03′ 36″ N, 2° 16′ 30″ E / 42.059975°N,2.2750206°E                                                                | bé integrant del patrimoni cultural català |                                    | Modifica les dades a Wikidata |
|        | el Camps             | Sant Vicenç de Torelló | masia        | Estil: arquitectura popular 17th century | 42° 04′ 00″ N, 2° 16′ 12″ E / 42.066743°N,2.269928°E ca:Camí del mas el Camps 589 msnm                               | bé integrant del patrimoni cultural català |                                    | Modifica les dades a Wikidata |
|        | el Galliner          | Sant Vicenç de Torelló | masia        | Estil: arquitectura popular              | 42° 03′ 40″ N, 2° 16′ 26″ E / 42.0612381°N,2.2739427°E                                                               | bé integrant del patrimoni cultural català | El Galliner                        | Modifica les dades a Wikidata |
|        | el Sot Gran          | Sant Vicenç de Torelló | masia        |                                          | 42° 04′ 22″ N, 2° 15′ 30″ E / 42.0728252509053°N,2.2584320053835°E                                                   |                                            |                                    | Modifica les dades a Wikidata |
|        | la Miracolosa        | Sant Vicenç de Torelló | masia        |                                          | 42° 03′ 41″ N, 2° 16′ 58″ E / 42.0614608870118°N,2.28280929758873°E                                                  |                                            |                                    | Modifica les dades a Wikidata |
|        | la Torreta           | Sant Vicenç de Torelló | masia        |                                          | 42° 03′ 29″ N, 2° 16′ 16″ E / 42.0581535480686°N,2.27106302076523°E                                                  |                                            |                                    | Modifica les dades a Wikidata |
|        | les Monges           | Sant Vicenç de Torelló | masia        |                                          | 42° 03′ 56″ N, 2° 14′ 52″ E / 42.0656867220442°N,2.24791474106942°E                                                  |                                            |                                    | Modifica les dades a Wikidata |
|        | les Passeres         | Sant Vicenç de Torelló | masia        |                                          | 42° 03′ 42″ N, 2° 16′ 45″ E / 42.0615468498869°N,2.27927913660753°E                                                  |                                            |                                    | Modifica les dades a Wikidata |

## molí d'aigua
| imatge | Nom             | Ubicat a               | instància de | Detalls                                  | coordenades                                                                                        | Protecció                                  | Commons (més fotos) | Dades a WD                    |
| ------ | --------------- | ---------------------- | ------------ | ---------------------------------------- | -------------------------------------------------------------------------------------------------- | ------------------------------------------ | ------------------- | ----------------------------- |
|        | El Molinot      | Sant Vicenç de Torelló | molí d'aigua | Estil: arquitectura popular 19th century | 42° 03′ 22″ N, 2° 16′ 06″ E / 42.05606°N,2.2684°E ca:Ctra. De Torelló a Sant Pere BV-5224, km. 7,2 | bé integrant del patrimoni cultural català |                     | Modifica les dades a Wikidata |
|        | Molí Mas Andreu | Sant Vicenç de Torelló | molí d'aigua | Estil: arquitectura popular              | 42° 03′ 50″ N, 2° 16′ 42″ E / 42.063825°N,2.278198°E 526 msnm                                      | bé integrant del patrimoni cultural català |                     | Modifica les dades a Wikidata |
|        | Molí del Viver  | Sant Vicenç de Torelló | molí d'aigua | Estil: arquitectura popular              | 42° 03′ 27″ N, 2° 16′ 31″ E / 42.05741°N,2.27527°E                                                 | bé integrant del patrimoni cultural català |                     | Modifica les dades a Wikidata |

## muntanya
| imatge | Nom              | Ubicat a                                         | instància de | Detalls | coordenades                                                   | Protecció | Commons (més fotos)      | Dades a WD                    |
| ------ | ---------------- | ------------------------------------------------ | ------------ | ------- | ------------------------------------------------------------- | --------- | ------------------------ | ----------------------------- |
|        | Turó de Comadebò | Sant Vicenç de Torelló Orís                      | muntanya     |         | 42° 04′ 14″ N, 2° 14′ 50″ E / 42.0706°N,2.24723°E 695.7 msnm  |           |                          | Modifica les dades a Wikidata |
|        | els Tres Batlles | Sant Vicenç de Torelló Sant Pere de Torelló Orís | muntanya     |         | 42° 04′ 54″ N, 2° 15′ 46″ E / 42.081689°N,2.262669°E 805 msnm |           | Els Tres Batlles (Osona) | Modifica les dades a Wikidata |

## polígon industrial
| imatge | Nom                            | Ubicat a               | instància de       | Detalls | coordenades                                                         | Protecció | Commons (més fotos) | Dades a WD                    |
| ------ | ------------------------------ | ---------------------- | ------------------ | ------- | ------------------------------------------------------------------- | --------- | ------------------- | ----------------------------- |
|        | Polígon industrial Coats-Fabra | Sant Vicenç de Torelló | polígon industrial |         | 42° 03′ 48″ N, 2° 14′ 26″ E / 42.0634321543357°N,2.24062894146041°E |           |                     | Modifica les dades a Wikidata |
|        | Polígon industrial Vila-seca   | Sant Vicenç de Torelló | polígon industrial |         | 42° 03′ 41″ N, 2° 15′ 31″ E / 42.0613974281638°N,2.25864960170158°E |           |                     | Modifica les dades a Wikidata |

## pont
| imatge | Nom                          | Ubicat a                    | instància de | Detalls                       | coordenades                                                                                   | Protecció | Commons (més fotos) | Dades a WD                    |
| ------ | ---------------------------- | --------------------------- | ------------ | ----------------------------- | --------------------------------------------------------------------------------------------- | --------- | ------------------- | ----------------------------- |
|        | Pont de Borgonyà             | Orís Sant Vicenç de Torelló | pont         | 1955 Travessa: Ter            | 42° 03′ 56″ N, 2° 14′ 15″ E / 42.0655276756657°N,2.23746134287137°E ca:Ctra. BV-5626, km. 0,1 |           |                     | Modifica les dades a Wikidata |
|        | Pont de Can Salvans          | Sant Vicenç de Torelló      | pont         | 19th century Estat: bon estat | 42° 03′ 54″ N, 2° 14′ 48″ E / 42.06492°N,2.24663°E ca:Ctra. De Torelló a Borgonyà BV-5626     |           |                     | Modifica les dades a Wikidata |
|        | Pont del Torrent             | Sant Vicenç de Torelló      | pont         | 19th century Estat: bon estat | 42° 04′ 11″ N, 2° 15′ 21″ E / 42.06983°N,2.25592°E ca:Ctra. BV-5229                           |           |                     | Modifica les dades a Wikidata |
|        | Pont del canal de Vila-seca  | Sant Vicenç de Torelló      | pont         | 19th century Estat: bon estat | 42° 03′ 57″ N, 2° 14′ 28″ E / 42.06573°N,2.24106°E ca:Canal de Vila-seca                      |           |                     | Modifica les dades a Wikidata |
|        | Pont del mig                 | Sant Vicenç de Torelló      | pont         | 19th century Estat: bon estat | 42° 03′ 51″ N, 2° 14′ 38″ E / 42.06428°N,2.24389°E ca:Ctra. De Torelló a Borgonyà BV-5626     |           |                     | Modifica les dades a Wikidata |
|        | Pont ferroviari de Can Tomàs | Sant Vicenç de Torelló      | pont         | 20th century Estat: bon estat | 42° 03′ 42″ N, 2° 15′ 14″ E / 42.06155°N,2.25402°E ca:Camí de Can Tomàs                       |           |                     | Modifica les dades a Wikidata |

## Misc
| imatge | Nom                                         | Ubicat a               | instància de                   | Detalls                                                | coordenades                                                                          | Protecció                                            | Commons (més fotos)    | Dades a WD                    |
| ------ | ------------------------------------------- | ---------------------- | ------------------------------ | ------------------------------------------------------ | ------------------------------------------------------------------------------------ | ---------------------------------------------------- | ---------------------- | ----------------------------- |
|        | Aqüeducte de l'Anijol                       | Sant Vicenç de Torelló | aqüeducte pont                 | Estil: arquitectura popular 19th century Estat: malmès | 42° 03′ 54″ N, 2° 16′ 45″ E / 42.064928°N,2.279171°E ca:Torrent de l'Aníjol 525 msnm | bé integrant del patrimoni cultural català           | Aqüeducte de l'Anijol  | Modifica les dades a Wikidata |
|        | Castell de Torelló                          | Sant Vicenç de Torelló | castell                        | Estil: arquitectura romànica                           | 42° 04′ 25″ N, 2° 15′ 55″ E / 42.0735°N,2.2654°E ca:Carena del Castell 781 msnm      | bé d'interès cultural bé cultural d'interès nacional | Castell de Torelló     | Modifica les dades a Wikidata |
|        | Estació de Borgonyà                         | Sant Vicenç de Torelló | estació de ferrocarril edifici |                                                        | 42° 03′ 53″ N, 2° 14′ 31″ E / 42.06466666666667°N,2.2419166666666666°E               |                                                      | Borgonyà train station | Modifica les dades a Wikidata |
|        | Granja Carrera                              | Sant Vicenç de Torelló | granja                         |                                                        | 42° 03′ 08″ N, 2° 16′ 42″ E / 42.0522729819906°N,2.27829638526849°E                  |                                                      |                        | Modifica les dades a Wikidata |
|        | Jardí de la casa dels amos de Vila-seca     | Sant Vicenç de Torelló | jardí                          | 19th century                                           | 42° 03′ 42″ N, 2° 15′ 14″ E / 42.06154°N,2.25402°E ca:Colònia Vila-seca              |                                                      |                        | Modifica les dades a Wikidata |
|        | Politja de la fàbrica de Vila-seca          | Sant Vicenç de Torelló | mobiliari urbà                 | 20th century                                           | 42° 03′ 39″ N, 2° 15′ 18″ E / 42.06081°N,2.25491°E ca:Pl. de la Sagrada Família      |                                                      |                        | Modifica les dades a Wikidata |
|        | Resclosa de la Colònia Vila-seca            | Sant Vicenç de Torelló | resclosa                       | 19th century                                           | 42° 03′ 52″ N, 2° 14′ 57″ E / 42.06435°N,2.24909°E ca:Riu Ter                        |                                                      |                        | Modifica les dades a Wikidata |
|        | casa consistorial de Sant Vicenç de Torelló | Sant Vicenç de Torelló | casa consistorial              |                                                        | 42° 03′ 45″ N, 2° 16′ 27″ E / 42.0626007°N,2.2740663°E                               |                                                      |                        | Modifica les dades a Wikidata |
|        | fàbrica Fabra i Coats                       | Sant Vicenç de Torelló | fàbrica tèxtil                 | Arquitecte: Jaume Gustà i Bondia 1890                  | 42° 03′ 50″ N, 2° 14′ 33″ E / 42.063989°N,2.242413°E Colònia Borgonyà                |                                                      |                        | Modifica les dades a Wikidata |